# Doppeltes Perfekt
Das doppelte Perfekt (auch Doppelperfekt, Perfekt II, Superperfekt, Ultra-Perfekt, Doppel-Präsensperfekt oder Superplusquamperfekt) ist eine nicht standardsprachliche Vergangenheitsform der deutschen Sprache, die sowohl in den deutschen Dialekten als auch in der deutschen Umgangssprache vorkommt. Analog zum doppelten Perfekt existiert auch das doppelte Plusquamperfekt.

## Bildung und Gebrauch
Beim doppelten Perfekt steht das zur Perfektbildung notwendige Hilfsverb „haben“ oder „sein“ selbst im Präsens. Das aussagende Verb und nochmals das Hilfsverb stehen dann beide stets im Partizip II und sind daher in jeder Person gleich.
- Ich schrieb ihm (Präteritum)
- Ich habe ihm geschrieben (Perfekt)
- Ich hatte ihm geschrieben (Plusquamperfekt)
- Ich habe ihm geschrieben gehabt (Doppeltes Perfekt)
- Ich hatte ihm geschrieben gehabt (Doppeltes Plusquamperfekt)

Es gibt zwei wesentliche Funktionen des doppelten Perfekts. Einerseits das Hinzufügen eines verstärkenden, betonenden Aspekts. In dieser Verwendung kommt das doppelte Perfekt in der gesprochenen Umgangssprache des gesamten deutschen Sprachraums vor, auch wenn es nicht standardsprachlich ist:
- Ich habe es dir doch gesagt! (standardsprachlich)
- Ich habe es dir doch gesagt gehabt! (verstärkt, betont)

Andererseits wird in jenen dialektalen, überwiegend süddeutschen Sprachräumen, die von Präteritumschwund betroffen sind, das doppelte Perfekt als Ersatzform des Plusquamperfekts verwendet, wenn der vollendete Aspekt dem Sprecher wichtig ist:
- Als er zu Bett ging, hatte er bereits die Heizung runtergedreht. (standardsprachlich mit Plusquamperfekt)
- Als er ins Bett gegangen ist, hat er bereits die Heizung runtergedreht gehabt. (nicht standardsprachlich mit Doppelperfekt)

## Ersatzform für Konjunktiv I Plusquamperfekt
Da im Deutschen kein eigener Konjunktiv I Plusquamperfekt gebildet werden kann, wird eine Konstruktion mit doppeltem Perfekt-Partizip verwendet, die wie ein doppeltes Perfekt aussieht.
Direkte Rede: „Ich konnte gestern meine Hausaufgaben nicht machen (Präteritum), weil ich das Buch in der Schule vergessen hatte (Plusquamperfekt).“
Indirekte Rede: Der Schüler entschuldigte sich, er habe seine Hausaufgaben nicht machen können (Konjunktiv I Perfekt, da das Präteritum keinen ihm zugehörigen Konjunktiv ausbildet), weil er das Buch in der Schule vergessen gehabt habe (doppeltes Partizip als Ersatzform für den Konjunktiv I Plusquamperfekt).

## Geschichte
Für das doppelte Perfekt mit sein finden sich im Deutschen Belege seit dem 13., für dasjenige mit haben seit dem 15. Jahrhundert, und es ist schon früh aus allen Dialekträumen (Hoch-, Mittel- und Niederdeutsch) bezeugt.
Nach herkömmlicher Ansicht soll es im oberdeutschen Sprachraum im Zusammenhang mit dem oberdeutschen Präteritumschwund entstanden sein, wo eine eigene Zeit für die Vorvergangenheit benötigt worden sei. Gegen diese Erklärung führt Michael Rödel eine Reihe von Argumenten auf, der das Phänomen als aspektuelle Erscheinung wertet, indem der Sprecher das doppelte Perfekt bei einem abgeschlossenen Sachverhalt einsetzen könne. Einen anderen Erklärungsansatz bietet Sonja Zeman, die als Merkmalsopposition dialogische versus narrative Mündlichkeit und Schriftlichkeit vorschlägt. Isabel Buchwald-Wargenau konnte die Beleglage zeitlich und räumlich ergänzen, sodass die Ursächlichkeit des oberdeutschen Präteritumsschwunds inzwischen als widerlegt gelten kann.
Das doppelte Perfekt kommt auch in zahlreichen anderen europäischen sowie in außereuropäischen Sprachen vor.

## Sprachkritik
Das doppelte Perfekt wurde von Bastian Sick in seinen Zwiebelfisch-Kolumnen aufgegriffen und kritisiert. Dem steht entgegen, dass das doppelte Perfekt ebenso wie das doppelte Plusquamperfekt nicht erst kürzlich entstanden, sondern bereits seit dem Mittelalter zu finden sind (siehe oben). Auch Autoren wie Thomas Bernhard, Hermann Broch, Johann Wolfgang von Goethe, Günter Grass, Ludwig Thoma und Christa Wolf bedienen sich dieser Vergangenheitsformen:

„Mignon hatte sich versteckt gehabt, hatte ihn angefaßt und ihn in den Arm gebissen.“

„Ich habe aber den Nepos nicht präpariert gehabt und konnte nicht übersetzen.“